# Rudolf-Mosse-Code
Der Rudolf-Mosse-Code war ein für den internationalen telegrafischen Handelsverkehr angepasster Code, mit dem Nachrichten standardisiert und vor allem kostengünstig übertragen werden konnten. Neben der Komprimierung waren auch eine einfache Verschlüsselung und mit dem Supplement eine automatische Übersetzung in andere Sprachen möglich. Der Code wurde im Rudolf Mosse Verlag entwickelt und von Martin Carbe 1922 eingeführt. Im gleichen Jahr erfolgte die Veröffentlichung eines entsprechenden Codebuchs.

## Kostenersparnis
Der Code und die durch ihn bewirkte Kostenreduktion basierten wesentlich auf der damals international üblichen Gebührenstruktur für Telegramme. Für den Übertragungspreis wurden die sogenannten Taxwörter gezählt. Wörter mit maximal 10 Buchstaben wurden als ein Taxwort gezählt, bei Zahlen galten schon maximal 5 Ziffern als ein Taxwort.
Im Morsecode sind Ziffern immer 5 Punkte bzw. Striche lang, während Buchstaben mit 1 bis 4 Punkten/Strichen dargestellt werden.
Im Rudolf-Mosse-Code wurden deshalb fast hunderttausend handelsübliche Phrasen, Begriffe, Mengen, Einheiten, Zahlen, Firmennamen, Schiffslinien usw. in Gruppen von jeweils 5 Buchstaben dargestellt. Für eine weitere Komprimierung wurden im Supplement Standardnachrichten definiert, in denen die variablen Mengenangaben aus langen Codetabellen zu entnehmen waren. Jeweils zwei Codewörter wurden zu einem Taxwort mit genau 10 Buchstaben zusammengesetzt. Zahlen wurden wegen der Fehlererkennung und der höheren Gebühren ebenfalls mit Buchstaben codiert.
Der Code hatte aufgrund Handelsbrauch rechtsverbindlichen Charakter. Meist wurde damit die Qualität einer Ware so genau festgelegt, wie sie ansonsten nur in mehreren Sätzen hätte beschrieben werden können. Die Kostenersparnis war enorm, der Handelsverkehr wurde vereinfacht und die Rechtssicherheit wuchs. Da der Code international ausgerichtet war, erschienen die Abkürzungsbücher in verschiedenen Sprachen und legten Sachverhalte eindeutig fest.

## Verschlüsselung
Ohne das Codebuch waren die Buchstabengruppen selbst schon völlig unverständlich. Darüber hinaus konnten zwischen zwei Geschäftspartnern spezielle Codes vereinbart werden. Im Teil J des Codebuchs wurde außerdem eine besondere Verschlüsselungsmethode beschrieben, und diese konnte noch mehrfach modifiziert werden.

## Fehlertoleranz
Der Code hatte verschiedene Eigenschaften, die die Fehlerkorrektur erleichtern sollten:
- der Buchstabe „q“ kommt nie vor,
- alle Codewörter unterscheiden sich durch mindestens zwei Buchstaben.

Das Codebuch enthält verschiedene Anleitungen, wie aus verstümmelten Mosse-Nachrichten der korrekte Code und damit die richtige Klartextbedeutung zurückgewonnen werden kann.

## Codebuch
Das Codebuch umfasst 592 engbedruckte Seiten. Es besteht aus folgenden Teilen:
- A – Allgemeiner Teil (Codes abaal... bis ukdas...)
- B – Blanko-Teil zum Selbstausfüllen für Sonderzwecke
- C – Zahlen, Maße, Währungen (unoot... bis yftir...)
- D – Sonderlisten für Waren, Technik, Medizin, Reedereien, Banken, Eisenbahnen, Industrie, Versicherung, Geographie, Sport (yftna... bis zoear...)
- E – Tabellen für Phrasen mit variablen Zahlenwerten (zohol... bis zuzyv...)
- F – Drei-Buchstaben-Schlüssel (zwaag etc.)
- G – Rudolf Mosse-Spezial-Teil für die einzelnen Teilfirmen des Verlagskonzerns (zyeac bis zyzsa)
- H – Tafeln zur Entzifferung von verstümmelten Codewörtern
- J – Geheimschriften-Teil (zyzup, zyzyf...)
- K – Mosse-Condenser für die weitere Ersparnis für Zahlenwerte in Verbindung mit Teil D und E

### Codebeispiele
```
aksru... Wenn Alleinverkauf nicht erhältlich
aksso... Wenn wir den Alleinverkauf erhalten
aksua... Werden in den nächsten 12 Monaten für ungefähr ... bestellen, wenn für entsprechende Zeit Alleinverkauf erhalten
```

## Supplement
Das Supplement umfasst weitere 266 Seiten und enthält über 130 000 Phrasen, Mengen, Maße, Gewichte, Währungen, Warenbezeichnungen, Dampfernamen, Firmen usw. in den Sprachen Deutsch / Englisch / Französisch / Spanisch / Portugiesisch.

### Beispiele aus dem Supplement
Ein Codewort kann eine vollständige Nachricht darstellen:
```
PWIOV = Verladungen von je 15 Ballen, 4 monatliche Verladungen, erste in 2 Monaten
      = Shipments of 15 bales each, 4 monthly shipments, first in 2 months
      = Embarquements de 15 balles chaque fois, 4 embarquements mensuels, premier en 2 mois
      = Embarques de 15 fardos cada vez, 4 embarques mensuales, primero en 2 meses
      = Embarques de 15 fardos cada vêz, 4 embarques mensuales, primeiro em 2 mezes
NSYFU = Betrifft Euren Brief vom 7. dieses Monats: Einverstanden
      = Concerns your letter of 7 of this month: agreeing
      = Se rapportant à votre lettre du 7 de ce mois: d'accord
      = Concierna a su carta de Vds. del 7 de este mes: Conformes
      = Concerna a sua carta de 7 do corrente mez. D' accordo
```